# راومباخ
راومباخ (به آلمانی: Raumbach) یک شهر در آلمان است که در باد کرویتسناخ واقع شده‌است.